# 루비 로즈
루비 로즈(영어: Ruby Rose, 1986년 3월 20일 ~ )는 오스트레일리아의 배우, 모델, DJ, 사회자이다. 오스트레일리아에서 방송 사회자로 데뷔하였으며, 미국으로 진출해 드라마 《오렌지 이즈 더 뉴 블랙》 시즌 3의 '스텔라' 역으로 큰 인기를 끌었다. 할리우드에서 《레지던트 이블: 파멸의 날》, 《트리플 엑스 리턴즈》, 《메가로돈》, 《존 윅: 리로드》 등 액션 배우로 활약했다. 2019년에는 CW 방송사 드라마 《배트우먼》에서 배트우먼 역으로 출연했다.

## 생애와 경력

### 모델 경력과 배우 데뷔
루비 로즈는 1986년 멜버른에서 태어났다. 아버지는 없었고 갓 스무 살의 예술가였던 어머니 카탸 랑겐하임(Katia Langenheim)가 혼자서 루비 로즈를 키웠다(이런 배경 때문에 루비 로즈는 롤모델로 자신의 어머니를 꼽는다). 여러 사람들의 도움으로 루비 로즈는 무난히 성장기를 보낸다. 이때 도움을 주었던 대부 라이어널 로즈(애버리지니 출신의 권투 선수)의 이름을 후일 예명으로 삼는다.
2002년 패션잡지 '걸프렌드'에서 주최한 모델 선발 대회에 출전하여, 캐서린 맥닐의 뒤를 이어 2위로 입상한다. 이를 계기로 연예계에 발을 들이고, 패션 디자인 업계에서 잠깐 일하다가 2008년 코미디 영화 《스위트 포 플뢰르》(Suite for Fleur)의 단역으로 출연하며 공식 연기 데뷔를 하게 된다.
첫 영화 데뷔에 흥미를 느낀 로즈는 이후 단편영화 등에 출연하며 활동을 계속하다가 2013년작 《어라운드 블록》으로 메이저 영화에도 진출한다. 2014년에는 직접 단편 영화 〈브레이크 프리〉를 연출하고 주연까지 맡는다. 이 작품은 루비 로즈 자신의 성 정체성 혼란을 표현한 짧은 영상으로, 양성애자 소문이 있는 가수 버터플라이 바우처의 〈It Pulls Me Under〉를 배경음악으로 깔고 있다. 직접 영화를 만든 이유는 그저 로즈가 공식적인 기획사가 없던 상태여서 제대로 된 캐스팅 기회가 없었기 때문이었지만, 〈브레이크 프리〉는 온라인에서 수백만의 조회수를 끌어모으고 영화 관계자들의 주목을 받게 된다.

### 스텔라와 할리우드

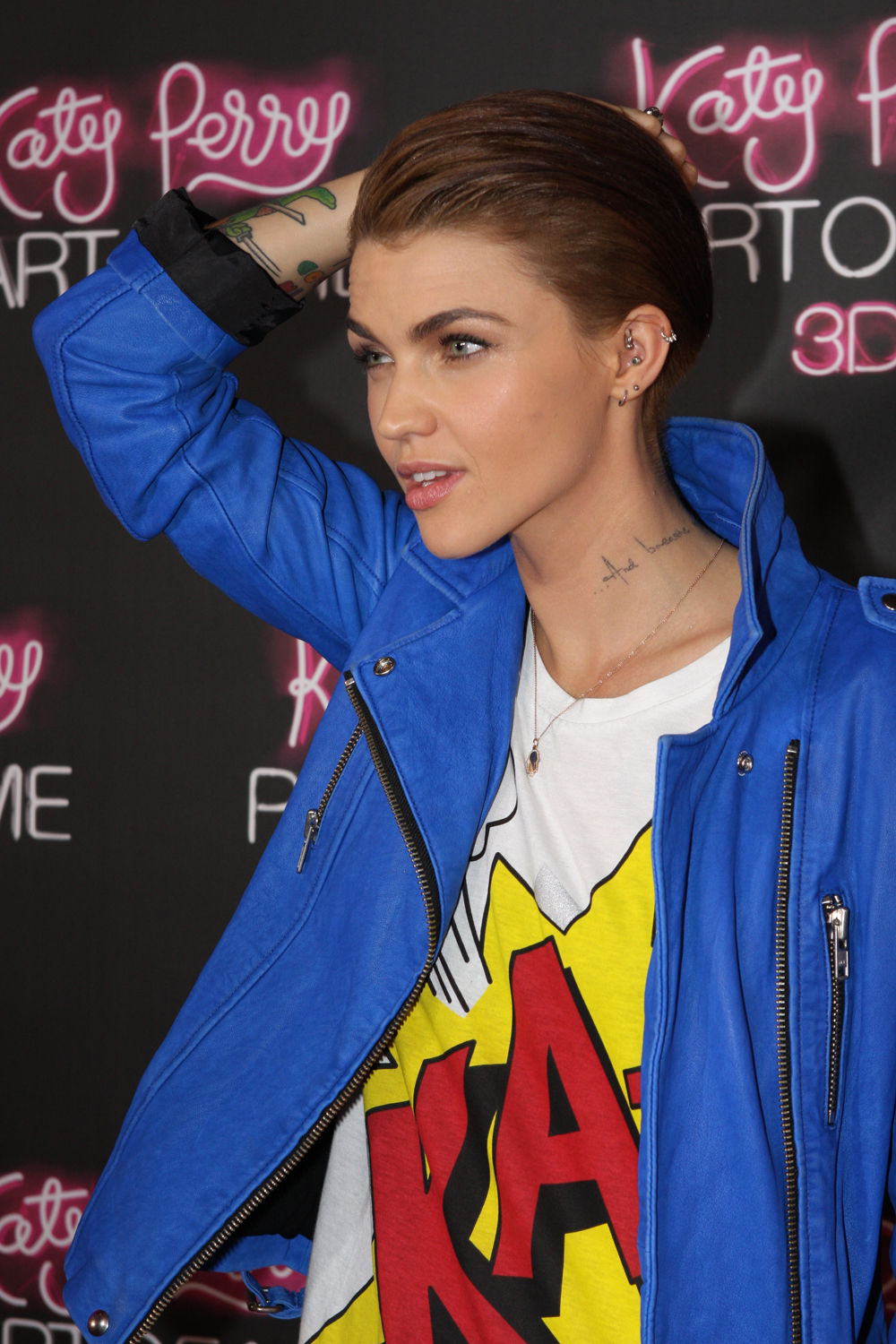
2012년 사진

이윽고 로즈는 넷플릭스 인기 드라마 《오렌지 이즈 더 뉴 블랙》 시즌3에서 '스텔라 칼린' 역을 맡게 된다. 주인공 파이퍼의 연애 전선에 삼각관계를 형성하며 매력적인 모습을 보여주었던 스텔라 캐릭터로 루비 로즈는 시청자들의 큰 관심을 이끌어낸다. 본래라면 시즌3에서 퇴장할 예정이었으나, 팬들의 요청으로 시즌4까지 출연을 이어가게 된다. 한편, 같은 시기에 촬영한 SF 드라마 《다크 매터》에서는 서비스용 로봇 '웬디' 역을 연기한다.
로즈는 드라마 출연 경력을 발판 삼아 할리우드에 진출하여 액션 여배우로 자리매김한다. 2016년작 《레지던트 이블: 파멸의 날》에서는 밀라 요보비치와, 《트리플 엑스 리턴즈》에서는 빈 디젤과 호흡을 맞추며 강인한 조역 캐릭터를 맡아 눈길을 끌었다. 《존 윅: 리로드》에서는 주인공 존 윅의 강력한 라이벌이자 무표정의 벙어리 격투가라는 독특한 캐릭터로 키아누 리브스와 대립되는 강한 인상을 남긴다. 《메가로돈》에도 출연한다.
2021년부터는 단독으로 액션 영화의 주연을 맡기 시작했다.

### 배트우먼
2018년 CW 방송사에서 제작하는 새로운 DC 슈퍼히어로 드라마 《배트우먼》의 주인공 배트우먼, 즉 케이트 케인 역으로 캐스팅되었다. 퀴어임을 공개한 여배우를 찾고 있다는 소식이 나오고 나서의 일이었다. 그런데 캐스팅 소식 공개 직후, 트위터에서는 로즈가 원작 만화의 배트우먼과 달리 유대인이 아니며, 또 제대로 레즈비언으로서 정체화한 인물이 아니라는 점을 들어 캐스팅에 대한 비난이 일었다. 이에 로즈는 8월 13일 트위터 계정을 비활성화하였다.

## 사생활
루비 로즈는 12세 때부터 성 정체성에 대해 고민을 시작했고, 사춘기가 오자마자 주변인에게 레즈비언으로 커밍아웃하였다. 이로 인해 또래로부터 멸시와 따돌림을 경험하고, 조울증을 얻어 자살 시도에 이르기도 했다. 그러나 이를 극복하였고, 연예계 데뷔 시점에서는 스스로 젠더 플루이드로 일컬었다.
로즈는 2015년 엘르지 인터뷰에서 자신의 유동적 성 지향성에 관해 설명하였다.
유동적 성이라는 건 스펙트럼의 어느 한쪽 끝에 있는 것 같다는 기분이 들지 않는 것이다. 나는 보통 내가 어느 성에 속한다고 생각하지 않는다. 나는 남자가 아니다. 여자라는 기분도 잘 들지 않지만, 태어나기는 여자로 태어났다. 그러니 나는 그 중간 어디쯤에 있다. 내 완벽한 상상 속에서는 양 성의 좋은 점만 갖는 것과 같다. 난 보통은 남성에게 있을 특징들을 많이 지니고 있고, 여성에게 있을 법한 특징은 적다. 하지만 가끔은 치마를 입기도 한다. 오늘처럼.— 《엘르》 인터뷰에서.

디자이너 피비 달과 사귀었으나 2015년 결별하였다. 2016년부터는 팝 그룹 베로니카스의 〈On Your Side〉 뮤직비디오를 연출하면서 베로니카스 멤버 제시카 오리글리아소와 연애를 시작했다. 처음에는 비밀 연애로 하였으나 인터뷰에서 연애 사실을 공개하였다. 2년 후인 2018년 결별하였다.
2015년 퀴어 여성 대상의 웹사이트 '애프터엘런'에서 투표를 통해 가장 인기 있는 퀴어 유명인 1위로 뽑혔다.

## 출연작 목록

### 영화
| 연도 | 제목                         | 원제                             | 배역                | 비고       |
| ---- | ---------------------------- | -------------------------------- | ------------------- | ---------- |
| 2013 | 어라운드 더 블록             | Around the Block                 | 해나                |            |
| 2016 | 레지던트 이블: 파멸의 날     | Resident Evil: The Final Chapter | 애비게일            |            |
| 2017 | 트리플 엑스 리턴즈           | xXx: Return of Xander Cage       | 애델 울프           |            |
| 2017 | 존 윅: 리로드                | John Wick: Chapter 2             | 에리스              |            |
| 2017 | 매직울프                     | Sheep and Wolves                 | 비앙카(목소리 출연) |            |
| 2017 | 피치 퍼펙트 3                | Pitch Perfect 3                  | 캘러미티            |            |
| 2018 | 메가로돈                     | The Meg                          | 잭스 허드           |            |
| 2020 | 크랜스턴 아카데미: 몬스터 존 | Cranston Academy: Monster Zone   | 리즈                | 애니메이션 |
| 2020 | 도어맨                       | The Doorman                      | 앨리                |            |
| 2021 | SAS: 레드 노티스             | SAS: Red Notice                  | 그레이스 루이스     |            |
| 2021 | 뱅퀴시                       | Vanquish                         | 빅토리아            |            |
| 2022 | 원 업                        | 1Up                              | 파커                |            |
| 2022 | 더 요트                      | Stowaway                         | 벨라 덴턴           |            |
| 2022 | 타우루스                     | Taurus                           | 버브                |            |
| 미정 | 더러운 천사들                | Dirty Angels                     | 미정                | 제작중     |

### 텔레비전 드라마
| 연도    | 제목                   | 원제                    | 배역                   | 비고                                                               |
| ------- | ---------------------- | ----------------------- | ---------------------- | ------------------------------------------------------------------ |
| 2015    | 다크 매터              | Dark Matter             | 웬디                   | 1시즌 7회 "Episode Seven" 출연                                     |
| 2015-16 | 오렌지 이즈 더 뉴 블랙 | Orange Is the New Black | 스텔라 칼린            | 주연                                                               |
| 2018-19 | 플래시                 | The Flash               | 케이트 케인 / 배트우먼 | "Elseworlds, Part 1", "Crisis on Infinite Earths, Part 3" 에피소드 |
| 2018-19 | 애로우: 어둠의 기사    | Arrow                   | 케이트 케인 / 배트우먼 | "Elseworlds, Part 2", "Crisis on Infinite Earths, Part 4" 에피소드 |
| 2018-19 | 슈퍼걸                 | Supergirl               | 케이트 케인 / 배트우먼 | "Elseworlds, Part 3", “Crisis on Infinite Earths, Part 1” 에피소드 |
| 2019-20 | 배트우먼               | Batwoman                | 케이트 케인 / 배트우먼 | 주연                                                               |
| 2020    | 레전드 오브 투모로우   | Legends of Tomorrow     | 케이트 케인 / 배트우먼 | "Crisis on Infinite Earths, Part 5" 에피소드                       |